# John Otterbein Snyder
John Otterbein Snyder (Butler (Indiana), Estados Unidos, 14 de agosto de 1867 - Palo Alto, Estados Unidos, 19 de agosto de 1943) fue un ictiólogo estadounidense.

## Biografía científica
Comenzó sus estudios en 1890 la Universidad de Indiana Bloomington, pero en 1892 atraído por los estudios de David Starr Jordan se trasladó a continuar sus estudios en la Universidad Stanford, institución a la que ya estuvo asociado durante toda su carrera científica, primero como estudiante, después como profesor y por último como administrador. Realizó multitud de trabajos relacionados con la ictiología, especialista en taxonomía de los peces de agua dulce y en la pesca, destacando sus estudios sobre el salmón de California.
De joven tomó parte de diversas expediciones para estudiar la ictiofauna en México y diversos puntos del océano Pacífico. Fue un miembro activo de la Academia de Ciencias de California.

## Abreviatura (zoología)
La abreviatura Snyder  se emplea para indicar a John Otterbein Snyder como autoridad en la descripción y taxonomía en zoología.